# Norberto Collado Abreu
Norberto Collado Abreu (23 de fevereiro de 1921 – 2 de abril de 2008) foi um capitão cubano do iate Granma, o qual transportou Fidel Castro e outras 81 pessoas de Tuxpan, Vera Cruz, México para Cuba em 1956. Faleceu em 2 de abril de 2008 por problemas no coração.